# George Volkoff
George Michael Volkoff (Russisch: Джордж Майкл Волков) (Moskou, 3 februari 1914 - Vancouver, 24 april 2000) was een Canadees natuurkundige van Russische afkomst, die samen met  J. Robert Oppenheimer het bestaan van neutronensterren voorspelde.

## Jeugd
Zijn vader was een Russisch ingenieur, die in 1924 emigreerde naar Vancouver. Omdat hij daar geen werk kon vinden, trok hij in 1927 naar Harbin in Mantsjoerije. Zijn moeder stierf kort daarna. In 1936 keerde zijn vader terug naar Rusland, maar hij werd tijdens de Grote Zuivering verbannen naar de arctische kampen en stierf daar. 

## Studie
Volkoff reisde terug naar Vancouver en ging studeren aan de University of British Columbia, waar hij in 1934 een bachelor in natuurkunde haalde en in 1936 een master.
Hij ging dan naar de University of California te Berkeley, waar hij onder J. Robert Oppenheimer in 1940 doctoreerde en samen met hem in 1939 het artikel "On Massive Neutron Cores" publiceerde in Physical Review. De Oppenheimer-Volkofflimiet en de Tolman–Oppenheimer–Volkoff vergelijking zijn naar hen beiden genoemd.

## Carrière
In 1940 werd hij assistent professor aan de afdeling natuurkunde van de University of British Columbia. Tijdens de Tweede Wereldoorlog werkte hij aan de CANDU-reactor. Van 1961 tot 1970 was hij hoofd van de afdeling. Van 1970 tot 1979 was hij de decaan van de faculteit wetenschappen. Hij was lid van de University of British Columbia Senate van 1950 tot 1954, van 1961 tot 1963 en van 1969 tot 1979.
Hij was de voorzitter van de Canadian Association of Physicists van 1962 tot 1963. 